# Max Steel: Cuenta Regresiva
Max Steel Cuenta Regresiva (Max Steel: Countdown en su idioma original) es una película de Acción del 2006 de la compañía de Mattel y Mainframe Entertainment. 
Max steel se encuentra una vez más siendo desafiado por uno de sus más grandes villanos elementor un ser capaz de controlar todo tipo de fuerza de la naturaleza de la tierra, para la suerte de max esta vez tendrá que hacer todo lo posible por detener a elementor, ya que el único propósito de elementor es dominar todo el planeta Tierra, max deberá usar su energía turbo al máximo ¿será max capaz de detener a elementor ?.